# 1 Prince’s Terrace

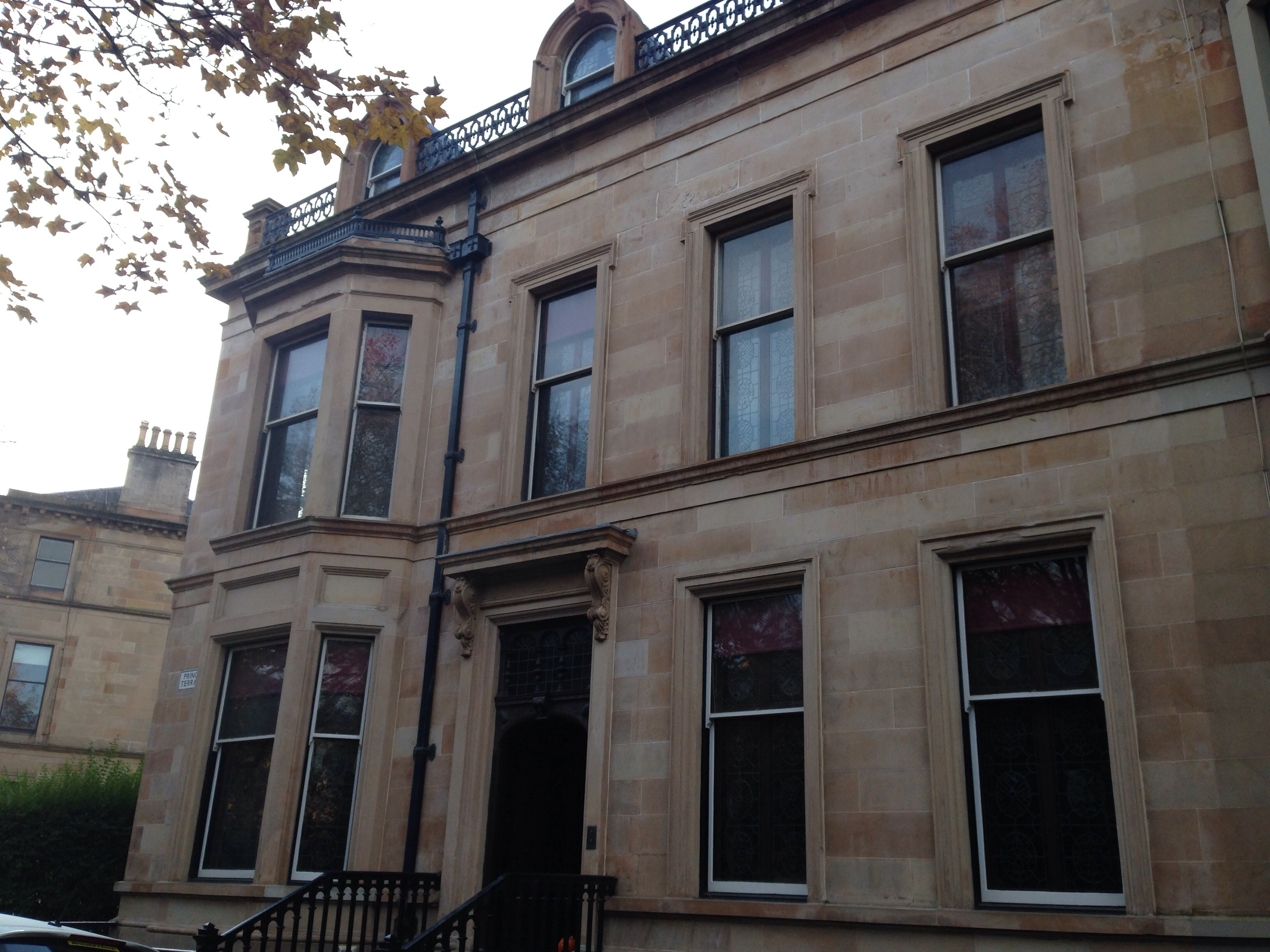
1 Prince’s Terrace

Unter der Adresse 1 Prince’s Terrace in der schottischen Stadt Glasgow befindet sich ein Wohngebäude. 1970 wurde das Bauwerk als Einzeldenkmal in die schottischen Denkmallisten in der höchsten Denkmalkategorie A aufgenommen.

## Geschichte
Das Gebäude wurde um das Jahr 1870 erbaut. Den Entwurf lieferte der schottische Architekt James Thomson. Der lokale Stärkeproduzent James Morrice erwarb das Haus Nummer 1 im Jahre 1895. Morrice, der das Gebäude bis 1932 bewohnte, ließ um 1900 den Innenraum vollständig überarbeiten.

## Beschreibung
Bei dem zweistöckigen Gebäude handelt es sich um das Eckhaus zwischen Prince’s Terrace und Queen’s Place im Glasgower Nordwesten. Das Gebäude ist im historisierenden Italianate-Stil gestaltet. Seine nordexponierte Hauptfassade ist vier Achsen weit. Eine kurze Vortreppe führt zu der zweiflügligen Eingangstüre. Sie ist mit Seitenfenstern, Kämpferfenster, Architrav und auf Konsolen gelagerter Bekrönung gestaltet. Links tritt eine abgekantete, zweistöckige Auslucht heraus. Sie schließt mit einem flachen, gusseisernen Geländer ab. Fenstergesimse und Kranzgesimse gliedern die Fassade horizontal. Die rundbogigen Dachgauben sind mit reliefierten Archivolten gestaltet. Zwischen den Gauben verläuft eine gusseiserne Balustrade. Das Dach ist mit Schiefer eingedeckt.